# Cycloptilum erraticum
Cycloptilum erraticum is een rechtvleugelig insect uit de familie Mogoplistidae. De wetenschappelijke naam van deze soort is voor het eerst geldig gepubliceerd in 1893 door Scudder.